# اوسکار هرناندز (تنیس‌باز)
اوسکار هرناندز (انگلیسی: Óscar Hernández؛ زاده ۱۰ آوریل ۱۹۷۸) یک تنیس‌باز اهل اسپانیا است.